# Saint-Martin-Longueau
 Saint-Martin-Longueau  es una población y comuna francesa, en la región de Picardía, departamento de Oise, en el distrito de Clermont y cantón de Liancourt.

## Demografía
| 494 | 539 | 801 | 980 | 1026 | 1415 |
| Para los censos de 1962 a 1999 la población legal corresponde a la población sin duplicidades (Fuente: INSEE [Consultar]) |     |     |     |      |      |